# 達維德基夫齊 (喬爾特基夫區)
48°56′10″N 25°59′32″E / 48.93611°N 25.99222°E
達維德基夫齊（烏克蘭語：Давидківці）是位於烏克蘭西部泰爾諾皮爾州裏喬爾特基夫區的村莊，處於尼奇拉瓦河畔，始建於1939年，面積4.05平方公里，2001年人口1,082。